# Alan Stuart (comte de Menteith)
Alan Stuart, comte de Menteith (mort en 1309) est un noble écossais du XIIIe siècle qui fut comte de Menteith de 1306 à 1309.

## Biographie
Alan ou Alain est le fils d'Alexandre Stuart, comte de Menteith. Il apparaît dans les sources historiques comme otage en Angleterre afin de garantir la loyauté de son père en 1296. Avec son frère Pierre, ils accompagnent comme écuyers le roi Édouard Ier d'Angleterre lors de sa campagne en Flandre de 1297-1298. Il succède à son père en 1306. Partisan de Robert Bruce lorsqu'il revendique le trône d'Écosse, il est l'un des trois comtes présents à son couronnement à Scone le 25 mars 1306 . Alan de Menteith est alors déclaré déchu par le roi Édouard Ier, et ses titres et domaine sont attribués à John Hastings, 1er Baron Hastings. Il est capturé lors de la bataille de Methven le 19 juin 1306 et est livré à Hastings qui l'enferme dans le château d'Abergavenny, où il meurt prisonnier avant le 13 mars 1308/1309, lorsque John de Hastings est autorisé à remettre le manoir de Wotton à Margery, l'ancienne épouse de Alain, comte de Menteith, pour qu'elle y vive.

## Union et postérité
Alain de Menteith épouse donc une certaine Marjory ou Margerie, dont il a été démontré qu'elle est la fille de Colbán de Fife par son épouse Anne Durward.
Elle est elle-même une fille d'Alan Durward et de Margerie, fille illégitime du roi Alexandre II d'Écosse. Selon l'historiographie traditionnelle, ils laissent une fille, la comtesse Marie de Menteith, qui succède à son oncle Murdoch de Menteith lorsqu'il est tué le 11 août 1332 au cours de la bataille de Dupplin Moor .
Toutefois, G.W.S. Barrow a démontré que Duncan IV de Fife réserve le 23 août 1315, avec l'accord du roi Robert Ier Bruce, à son cousin « Alan, fils du comte Alan de Menteith » l'expectative de la réversion de son comté de Fife, qu'il remet entre les mains du souverain. C'est ce fils Alain II, qui est encore mineur à la mort de son père. B. W. MacEwen est le premier à constater que c'est Alan II le Jeune qui est le père de Marie, comtesse de Menteith qui succède à son grand-oncle Murdoch et épouse John Graham, comte « de jure uxoris »

## Généalogie
```
Alan Durward
=  Margerie d'Écosse
                      I   
                      I
                      I
       Colban     =  Anne      =  Sir William
       C Fife     I  Durward   I   de Ferrers
        † 1270    I            I   (2e époux)
   _______________I            I___________________________________________________________
   I                                                                                      I
   I              ______________________________________________________                  I
   I              I                            I                       I                  I
   I          Alexandre   =    Matilda      Sir 
John de Menteith
     Elena  = John        I
   I        C   Menteith  I de Strathearn      I                        de Drummond       I
   I                      I                  __I______________________                    I
   I                      I                  I      I        I       I                    I
   I                      I                 John   Walter   Elena  Joanna                 I
   I                      I                              = Gillespie                      I
   I                      I                                Campbell                       I
 __I________            __I____________________________________________________           I
 I         I            I         I             I              I              I           I
Duncan III Margerie  =   Alan I   Murdoch     Margaret         Malise         Elena = Sir William
C                 I   C           C       = Alexandre       Menteith de           I  de Ferrers
Fife († 1289)     I  Menteith   Menteith   de Abernethy     Methlick              I   † 1325
 I                I                                            I                  I
 I             ___I                                            I                  I
 I             I                                               I                  I
Duncan IV     Alan II                                  Walter de Menteith        Anne
C Fife        C Menteith                                    de Methlick           de Ferrers
         héritier de Fife, 
1315
                         †  13 Jul 1364       = Edouard le
               I                                               I                  Despenser
               I                                               I
             Marie   =  Sir John                           John de Menteith
             de       de Graham                           † av 1394
           Menteith     † 1346
```

## Source de la traduction
- (en) Cet article est partiellement ou en totalité issu de l’article de Wikipédia en anglais intitulé « Alan, Earl of Menteith » (voir la liste des auteurs).